# Список людей, яких спалили як єретиків
Список містить імена людей, яких спалили живцем, після того як їх оголосили єретиками. Не рідкістю були такі випадки, коли жертвами були політичні особи, такі як Жак де Моле (останній магістр ордену Тамплієрів), Квірин Кульман (письменник та поет), Ян Гус (національний герой Чехії) та Жанна д'Арк (національний герой Франції). Всі звинувачення в єресі були лише для виправдання їхньої страти.

В місті Ужгород були страчені учасники угрупування «Стражи Егана», а саме:
1. Олександр Олександрович Баторі
2. Тарас Валерійович Смірнов
3. Денис Богданович Оверчук
4. Іван Миколайович Затварський
5. Богдан Брунович Лазар
6. Юрій Юрієвич Завацький (Зава)

а також Понзель Віктор, Геча Орест, Марголич Святослав, Дору Андрій та їх духовний наставник Чухран Іван (Ісус)

## Римо-Католицькі країни [джерело?]
- Раміхрдус Камбре (1076 або 1077)
- Петер Бруйс († 1130)
- Герардо Сегареллі († 1300)
- Майфреда († 1300)
- Андреа Сараміті († 1300)
- Дольчино († 1307), Італія
- Сестра Маргарита († 1307), Італія
- Брат Лонгіно († 1307), Італія
- Маргарита Поретанська († 1310), Париж, Франція
- Ботольф Ботольфсен († 1311), Швеція
- Жак де Моле (1243–1314), Париж, Франція
- Джеффруа де Чарнай († 1314), був спалений разом з Жаком де Моле, Париж, Франція
- Гійом Белібасте († 1321), Франція
- Чекко д’Асколі († 1327), Флоренція, Італія
- Франческо да Пістояй († 1337)
- Лоренцо Герарді († 1337)
- Бартоломео Греко († 1337)
- Бартоломео да Буччіано († 1337)
- Антоніо Бевілаква († 1337)
- Вільям Соутрі († 1401), Смітфілд, Лондон, Англія
- Джон Бедбі († 1410), Смітфілд, Лондон, Англія
- Ян Гус (1371–1415), Констанц, Німеччина
- Ієронім Празький (1365–1416)
- Вільям Тейлор († 1423), Смітфілд, Лондон, Англія
- Жанна д’Арк (1412–1431), Інквізиційний процес Жанни д’Арк, Руан, Франція
- Томас Беглі († 1431), Смітфілд, Лондон, Англія
- Павел Кравар († 1433)
- Джоан Боугтон († 1494), Смітфілд, Лондон, Англія
- Джироламо Савонарола († 1498), Флоренція, Італія
- Джошуа Вайзок (1488–1498)
- Дев'ять Іпсвічських мучеників († 1515–1558) Іпсвіч, Англия
- Жан Валері († 1523)
- Хендрік Воєс († 1523), 1-й мученик в Сімнадцяти провінціях
- Жан ван Ессен († 1523), 1-й мученик в Сімнадцяти провінціях
- Жан ді Беккер († 1525), 1-й мученик в Північних Нідерландах
- Вендельмоет Клаесдохтер († 1527), 1-а голландська жінка спалена за єресь
- Міхаель Саттлер († 1527), Роттенбург-ам-Неккар, Німеччина
- Патрік Гамільтон († 1528), Шотландія
- Бальтазар Губмаєр (1485–1528), Відень, Австрія
- Джордж Блаурок (1491–1529), Кьюза, Тіроль
- Ганс Лангеггер († 1529), Кьюза, Тіроль
- Джіованні Міланезе († 1530)
- Томас Хіттон († 1530), Мейдстон, Англія
- Річард Бейфілд († 1531), Смітфілд, Англія
- Томас Бенет († 1531), Эксетер, Англія
- Томас Білні († 1531), Норідж, Англія
- Джоан Бочер († 1531), Смітфілд, Англія
- Томас Хардинг[en] († 1532), Чішем, Англія
- Джеймс Бейнхем († 1532), Смітфілд, Англія
- Джон Фрітх (1503–1533), Смітфілд, Англія
- Вільям Тіндейл (1490–1536), Бельгія
- Якоб Хаттер († 1536), Інсбрук, Тіроль
- Аіфген Лістінч († 1538), Мюнстер, Німеччина
- Джон Форест († 1538), Смітфілд, Німеччина
- Франческо ді Сан Роман († 1540), Іспанія
- Етьєн Доле (1509–1546), Париж, Франція
- Джиандомініко дель Аквіла († 1542)
- Марія ван Бекум († 1544)
- Урсула ван Бекум († 1544)
- Мученики Колчестера († 1545 до 1558), 26 людей, Колчестер, Англія
- Джордж Уішарт (1513–1546), Сент-Андрус, Шотландія
- Бартоломео Гектор († 1555)
- Паоло Раппі († 1555)
- Вернон Джиованні († 1555)
- Лабори Антоніо († 1555)
- Джон Хупер († 1555), Глочестер, Англія
- Джон Роджерс († 1555), Лондон, Англія
- Кентерберійські мученики († 1555–1558), 40 людей, Кентербері, Англія
- Лоуренс Саундерс, (1519–1555), Ковентрі, Англія
- Роуленд Тейлер († 1555), Англія
- Корнеліус Бонг, († 1555), Ковентрі, Англія
- Дірік Карвер, († 1555), Льюїс, Англія
- Роберт Фіррар († 1555), Уельс
- Вільям Флауер († 1555), Вестмінстер, Англія
- Патрік Пакингем († 1555), Англія
- Х’ю Латімер (1485–1555), Оксфорд, Англія
- Роберт Самуель († 1555), Іпсвіч, Англія
- Спалення Х’ю Латімера і Ніколаса Рідлі в Оксфорді, 1555 рік
- Ніколас Рідлі (1500–1555), Оксфорд, Англія
- Джон Бредфорд († 1555), Лондон, Англія
- Джон Кардмейкер († 1555), Лондон, Англія
- Роберт Гловер († 1555), Ковентрі, Англія
- Томас Хоукс († 1555), Англія
- Томас Томкінс († 1555), Лондон, Англія
- Томас Кранмер (1489–1556), Оксфорд, Англія
- Стратфордські мученики († 1556), 11 чоловіків і 2 жінки, Стратфорд (Лондон), Англія
- Гернсистські мучениці († 1556), 3 жінки, Гернсі, Нормандські острови
- Джоан Вейст († 1556), Дерби, Англія
- Бартоломей Грін († 1556), Лондон, Англія
- Джон Халлієр († 1556), Кембридж, Англія
- Джон Форман († 1556), Західний Суссекс, Англія
- Помпоніо Алжиріо († 1556) Рим
- Нікола Сартоніо († 1557)
- Александр Гуч і Аліса Драйвер († 1558), Іпсвіч, Англія
- Фра Гоффредо Вараглія († 1558)
- Гісберто ді Мілануччіо († 1558)
- Франческо Картоне († 1558)
- Антоіно ді Колелла († 1559)
- Антоіно Гісуальді († 1559)
- Джакомо Бонелло († 1560)
- Мірметто Савойярдо († 1560)
- Діонігі ді Кола († 1560)
- Жан Паскаль ді Кунео († 1560)
- Бернардіно Конті († 1560)
- Джорджио Оліветто († 1567)
- Леонор ді Кіснерос († 1568), Вальядолід, Іспанія
- Лука ді Фаєнза († 1568)
- Томас Жук (1522–1568)
- Бартоломео Барточчіо († 1569)
- Дірк Вільямс († 1569), Нідерланди
- Фра Арнальдо ді Санто Зено († 1570)
- Алессандро ди Джакомо († 1574)
- Бенедетто Томаріа († 1574)
- Франческо де ла Круз ((† 1578), Ліма, Перу
- Дієго Лопес († 1583)
- Габріелло Хенрікес († 1583)
- Борро оф Ареззо († 1583)
- Людовік Моро († 1583)
- Петро Бенато († 1585)
- Франческо Гамбонелл († 1594)
- Маркантоіно Валена († 1594)
- Джовані Антоніо да Верона († 1599)
- Фра Селестіно († 1599)
- Джордано Бруно (1548–1600), Рим, Италия
- Мауріціо Рінальді († 1600)
- Марія де л* Бартоломео Чоппіно († 1601)
- Джуліо Чезаре Ваніні (1585–1619), Тулуза, Франція
- Кімпа Віта (1684–1706), Ангола
- Марія Барбара Карілло (1625ос Долорес Лопес († 1781), Севілья, Іспанія

Книга Джона Фокса «Actes and Monuments» (більш відома як Книга мучеників Фокса) містить набагато більш повний список ніж представлений тут [джерело?]

## Протестантські країни
- Роберт Барнс († 1540), Лондон, Англія
- Томас Джерард († 1540), Англія
- Анна Еск'ю (1521–1546), Англія
- Джон Ласкел († 1546), Англія
- Джон Адамс († 1546), Англія
- Джоан Бахер († 1550), Англія
- Джордж ван Парриж († 1551), Англія
- Метью Хамонт († 1579), Англія
- Джон Льюіс († 1583)
- Пітер Коул († 1587)
- Френсіс Кітт († 1589), Англія
- Бартоломей Лігате (1575–1612), Англія
- Едвард Вітмен (1566–1612), Лічфілд, Англія
- Мелін Матсдоттер (1613–1676), Стокгольм, Швеція

## Церква кальвіністів
- Мігель Сервет (1511–1553), Женева, Швейцарія

## Жертви інквізиції
У своїй книзі «Розповіді про чаклунство і магії» (1852) Томас Райт наводить список (документ) жертв двадцяти дев'яти спалень. У цьому списку люди, які сповідують лютеранство, позначалися як «чужі». В результаті жертвами цих спалень були:
- «Чужих» чоловіків і жінок, тобто протестантів — 28.
- Міщан, заможних людей — 100.
- Хлопчиків, дівчаток і малих дітей — 34.

## Процес Галілея
Процес Галілея - інквізиційний процес над 69-річним фізиком і астрономом Галілео Галілеєм, що відбувся в 1633 році в Римі. Галілей був звинувачений за публічну підтримку сумнівної на той час геліоцентричної системи світу Миколи Коперника. В результаті процесу, незважаючи на згоду зректися коперніканства і покаятися, Галілей був засуджений до довічного ув'язнення в тюрмі, яке незабаром було замінено на домашній арешт і довічний нагляд інквізиції.
22 червня 1633 року Галілею вручили заздалегідь підготовлений текст зречення. Спочатку оголосили вирок: Галілей винен у поширенні «помилкового, єретичного, противного Св. Письма вчення» про рух Землі. Він засуджується до тюремного ув'язнення на термін, який встановить Папа. Галілея оголосили НЕ єретиком, а «сильно запідозреним в єресі».